# Горлишки окръг
Горлишки окръг (на полски: Powiat gorlicki) е окръг в Южна Полша, Малополско войводство. Заема площ от 966,46 км2. Административен център е град Горлице.

## География
Окръгът се намира в историческия регион Малополша. Разположен е в югоизточната част на войводството.

## Население
Населението на окръга възлиза на 109 225 души (2012 г.). Гъстотата е 113 души/км2.

## Административно деление
Административно окръгът е разделен на 10 общини.
Градска община:
- Горлице

Градско-селски общини:
- Община Беч
- Община Бобова

Селски общини:
- Община Горлице
- Община Липинки
- Община Лужна
- Община Мошченица
- Община Ропа
- Община Сенкова
- Община Ушче Горлицке

## Фотогалерия
- Беч
- Бобова
- Горлице